# Patrick Ryan
Patrick James „Pat” „Paddy” Ryan (ur. 4 stycznia 1881 w Old Pallas, w hrabstwie Limerick, w Irlandii, zm. 13 lutego 1964 w Limerick) – irlandzki, a później amerykański lekkoatleta, specjalista rzutu młotem, mistrz i wicemistrz olimpijski.

## Przebieg kariery
Ryan wychował się w hrabstwie Limerick w Irlandii. W 1902 zdobył tytuł mistrza Irlandii w rzucie młotem zwyciężając słynnego Toma Kiely'ego. W 1910 wyemigrował do Stanów Zjednoczonych. W 1911 zajął 3. miejsce w mistrzostwach USA (AAU) w rzucie młotem, w 1912 był drugi w tych zawodach, a od 1913 do 1921 w nich zwyciężał z wyjątkiem 1918, kiedy to przebywał w Europie jako żołnierz armii amerykańskiej. W 1912 i 1917 zdobył również mistrzostwo USA w rzucie 56-funtowym ciężarem. Pracował w policji nowojorskiej.
Nie wystąpił na igrzyskach olimpijskich w 1912 w Sztokholmie, ponieważ nie miał jeszcze obywatelstwa amerykańskiego. 17 sierpnia 1913 ustanowił pierwszy oficjalny rekord świata w rzucie młotem wynikiem 57,77 m. Przetrwał on aż do 1938, kiedy to został poprawiony przez Erwina Blaska. 
Na igrzyskach olimpijskich w 1920 w Antwerpii był jednym z faworytów rzutu młotem obok swego kolegi z reprezentacji Matta McGratha. Zwyciężył zdecydowanie przed Carlem Johanem Lindem ze Szwecji (McGrath skręcił nogę przy drugim rzucie i zajął 5. miejsce). Na tych samych igrzyskach Ryan wywalczył również srebrny medal w rzucie 56-funtowym ciężarem za Patrickiem McDonaldem.
W 1924 Ryan powrócił do Irlandii, by prowadzić rodzinną farmę. Zmarł w Limerick.

## Rekordy życiowe
źródło:
- rzut młotem – 57,77 m (1913)
- rzut 56-funtowym ciężarem – 12,24 m (1913)